# Bergrivier Local Municipality
Bergrivier (englisch Bergrivier Local Municipality) ist eine Lokalgemeinde im Distrikt West Coast der südafrikanischen Provinz Westkap. Der Sitz der Gemeindeverwaltung befindet sich in Piketberg. Bürgermeister ist Ray van Rooy.
Die Gemeinde erhielt ihren Namen vom zweitgrößten Fluss des westlichen Kaps. Der Fluss entspringt in den Bergen von Stellenbosch, windet sich durch Paarl, Wellington, Gouda und Piketberg und mündet schließlich nach 294 Kilometern in den Atlantik bei Velddrif. Der Fluss hat ein Einzugsgebiet von 7715 km². Seinen Namen (Afrikaans für Bergfluss) erhielt der Fluss 1657 durch Abraham Gabbema. Der Fluss bildet die südliche Grenze der Gemeinde.

## Städte und Orte

Topografie der Lokalgemeinde

- Aurora
- Dwarskersbos
- Eendekuil
- Goedverwacht
- Laaiplek
- Piketberg
- Porterville
- Redelinghuys
- Velddrif

## Bevölkerung
Gemäß der Volkszählung im Jahr 2011 hatte die Gemeinde 61.897 Einwohner in 16.275 Haushalten auf einer Gesamtfläche von 4407 km². Davon waren 70,9 % Coloured, 16,9 % weiß und 11,3 % schwarz. Gesprochen wurde zu 84,9 % Afrikaans, zu 3,5 % isiXhosa und zu 2,4 % Englisch.

## Nationalparks und Naturschutzgebiete
- Rocherpan Nature Reserve